# Nettilling
Nettilling (ang. Nettilling Lake, fr. Lac Nettilling) – jezioro w Kanadzie, położone w południowej części Ziemi Baffina na wysokości 30 m n.p.m. na równinie Great Plain of the Koukdjuak. Zajmuje powierzchnię 5542 km². Jezioro odwadnia rzeka Koukdjuak, uchodząca do Basenu Foxe’a. Jezioro przez większą część roku pokryte jest lodem.
Nazwa jeziora pochodzi z języka inuktitut, ale jej znaczenie nie jest znane.
W rzece występują tylko 3 gatunki ryb: golec zwyczajny i dwa gatunki ciernikowatych. Okolice jeziora zamieszkuje również renifer tundrowy.
Jezioro zostało odkryte w 1883 roku przez Franza Boasa.